# Ayaan Hirsi Ali
Ayaan Hirsi Ali (născută Ayaan Hirsi Magan; n. 13 noiembrie 1969, Muqdisho, Banaadir⁠(d), Somalia) este o activistă și gânditoare feministă, scriitoare, în trecut politiciană neerlandeză, de origine somaleză, din anul 2006 stabilită în SUA, cunoscută mai ales pentru poziția critică față de religia islamică și situația femeii supusă discriminării, dar și pentru scenariul scris pentru filmul Submission (regizat de Theo van Gogh).
Toate acestea i-au atras ostilitatea din partea fundamentaliștilor musulmani, astfel că din momentul asasinării regizorului van Gogh (2004), a fost nevoită să trăiască în exil sub protecția autorităților olandeze.

## Biografie

### Tinerețea
Este fiica lui Hirsi Magan Isse, om de știință, politician și membru proeminent al partidului de opoziție somalez, Frontul Democratic al Salvării Somaliei, care a jucat un rol important în cadrul Revoluției Somaleze din perioada 1986 - 1992.
La scurt timp după ce s-a născut, tatăl ei a fost arestat ca opozant al guvernului lui Muhammad Siad Barre.
Tatăl ei studiase peste hotare și avea vederi progresiste. Era un oponent al practicii de mutilare genitală feminină practicată tradițional la fetițe în multe țări central și nord-africane musulmane. Hirsi Ali a fost supusă acestei proceduri la vârsta de cinci ani, pe când tatăl ei era arestat.
Pe când avea opt ani, familia ei părăsește Somalia îndreptându-se spre Arabia Saudită, apoi Etiopia, ca în final să se stabilească în Kenia.

### Activitatea politică
În 1992, obține azil politic în Olanda, lucrează ca translatoare și studiază științele politice la universitatea din Leyden.
În 2003 este aleasă membru al Camerei Reprezentanților (camera inferioară a Parlamentului olandez) din partea Partidului Popular pentru Libertate și Democrație.
Deoarece în anul 2006 în media s-a reamintit faptul (revelat chiar de dânsa în anul 2002 înainte de alegeri) că a declarat date neadevărate în momentul când a cerut azil politic în Olanda (a declarat un alt nume decât cel veridic, a ascuns faptul că nu a venit direct din Somalia, ci din Kenya, etc.) a fost amenințată cu retragerea cetățeniei olandeze. Ca reacție Ayaan Hirsi  a demisionat din parlament. Guvernul olandez a decis totuși să nu-i retragă cetățenia, dar până la urmă drept consecință a scandalului izbucnit, Camera a Doua și-a retras încrederea în ministrul imigrării, primul-ministru a refuzat să o schimbe cu un nou ministru, așa că tot guvernul a fost nevoit să demisioneze.
În anul 2006 Hirsi Ali a emigrat în S.U.A a lucrat la un Institut pentru inițiative politice, dar s-a întors în Olanda în 2007. În același an ea a semnat împreună cu alte 11 personalități, între care Salman Rushdie, un manifest în care avertizează asupra pericolului unui nou totalitarism.

### Poziția față de islam
Până  la începutul anilor 1990 Hirsi Ali adoptase o poziție religioasă tradiționalistă, simpatizând cu mișcarea fundamentalistă a Fraților musulmani și participând chiar la demonstrații împotriva scriitorului britanic de origine indiană Salman Rushdie, ce fusese condamnat la moarte printr-o fatwa a ayatolahului Ruhollah Khomeini din Iran, din cauza unor pasaje considerate ireverențioase în cartea pe care a scris-o, Versetele satanice.
Treptat, Hirsi Ali a început să  critice religia islamică, mai ales în ceea ce privește modul cum este privită femeia în societatea bazată pe dreptul islamic, aplicat în diverse grade în marea majoritate a țărilor musulmane.
Ea a considerat pedepsele pretinse de așa-zișii înțelepți musulmani pentru homosexualitate și adulter ca fiind discriminatorii și nedrepte. O atitudine similară de indignare a exprimat și față de ritualurile barbare de mutilare a părților intime ale femeii practicate în Somalia și alte țări musulmane. În timpul activității ei parlamentare declarațiile lui Ayaan Hirsi Ali au produs consternare în rândurile multora dintre credincioșii musulmani din Olanda, de pildă menționarea vârstei minore a celei de-a treia din soțiile profetului Muhammad.
Hirsi Ali a colaborat la scenariul filmului documentar de scurt metraj "Supunere" (Submission) (2004) al cineastului olandez Theo Van Gogh, care înfiera practicile violente fața de femei ale fundamentaliștilor islamici. Când Theo Van Gogh a fost asasinat de un extremist musulman, pe cadavrul lui s-a găsit un bilet cu amenințări și la adresa lui Hirsi Ali. Din acel moment autoritățile au trebuit să-i asigure o pază specială, Olanda nefiind nici măcar la primul asasinat de acest gen.
După atentatele de la Turnurile Gemene din New York din 9 septembrie 2001, ea s-a simțit șocată de justificarea omorului de către Osama bin Laden pe baza unor pasaje existente în Coran. Influențată între altele și de manifestul ateist al lui Norman Philips, la 28 mai 2002  și-a declarat ateismul în mod deschis.
În ultimul deceniu, Hirsi Ali a criticat islamul mai aspru, considerând că este o religie învechită, violentă, incompatibilă cu democrația.
Ideologia lui Hirsi Ali este criticată nu numai de cercurile religioase și tradiționaliste din sânul comunității musulmane dar și de cercuri liberale și de stânga
europene de sușă care consideră că ea aduce apă la moara „islamofobiei” și a celor ce se opun  multiculturalismului.
La aceste argumente Hirsi Ali replica amintind faptul că în prezent legile țărilor de religie creștină sunt cu totul laice, nu aplică cetățenilor lor legi religioase anacronice și nu permit discriminări ale sexelor, spre deosebire de o mare parte din statele musulmane.

## Cărți
- „Nesupusă. Contra segregației în societatea islamică” 2005
- „Necredincioasă” 2006
- „Dacă Dumnezeu nu vrea” 2008
- "Fecioara încătușată" 2004
- "Nomad: De la islam la America: un călătorie personală prin ciocnirea civilizațiilor" 2010
- "Eretic: De ce Islamul are nevoie de o reformă acum" 2015

## Distincții și aprecieri
În 2005 este nominalizată de către săptămânalul Time ca fiind una din primele o sută de persoane influente ale lumii
A primit numeroase premii, ca: Human Rights Service's Bellwether of the Year din partea Norvegiei, Premiul Democrației din partea Partidului Popular Liberal din Suedia.